# Richards Bay
Richards Bay (afr. Richardsbaai) – miasto zamieszkane przez 50 533 ludzi, w Republice Południowej Afryki, w prowincji KwaZulu-Natal.
Miasto położone jest nad brzegiem Oceanu Indyjskiego, ma charakter portowy. Zostało założone w 1879 i nazwane na cześć brytyjskiego admirała Fredericka Richardsa.
|                                                     | Jan | Feb | Mar | Apr | May | Jun | Jul | Aug | Sep | Oct | Nov | Dec | Year |
| --------------------------------------------------- | --- | --- | --- | --- | --- | --- | --- | --- | --- | --- | --- | --- | ---- |
| Najwyższa notowana temperatura (°C)                 | 41  | 39  | 39  | 37  | 35  | 35  | 31  | 37  | 40  | 42  | 43  | 42  | 43   |
| Średnia dzienna maksymalna temperatura (°C)         | 29  | 29  | 29  | 27  | 25  | 23  | 23  | 24  | 25  | 25  | 27  | 29  | 26   |
| Średnia dzienna minimalna temperatura (°C)          | 21  | 21  | 20  | 18  | 15  | 12  | 12  | 14  | 16  | 17  | 19  | 20  | 17   |
| Najniższa zanotowana temperatura (°C)               | 11  | 13  | 14  | 8   | 7   | 6   | 4   | 5   | 6   | 10  | 11  | 13  | 4    |
| Średnie opady miesięczne (mm)                       | 172 | 167 | 107 | 109 | 109 | 57  | 60  | 65  | 77  | 105 | 114 | 86  | 1228 |
| Średnia miesięczna liczba dni deszczowych (>= 1 mm) | 12  | 12  | 10  | 8   | 7   | 6   | 6   | 7   | 9   | 12  | 13  | 11  | 113  |